# LPM Comunicação
A LPM Comunicação é uma empresa portuguesa de conselho em comunicação e relações públicas. Foi fundada em 1986 por Luís Paixão Martins, que introduziu o conceito de consultadoria de comunicação em Portugal. A empresa tem mantido, ao longo dos anos, a liderança no sector.

## Atividade
Sob a gestão da LPM Comunicação estão cerca de 100 projetos de comunicação e mais de 80 clientes. Alguns dos clientes da LPM são Banco Espírito Santo, NOS (anteriormente denominada ZON Optimus), Unicer, Futebol Clube do Porto, Turismo de Lisboa, Coca-Cola Company, McDonald's, Nike Inc, Unitel, Auchan, ERA, Abbott Laboratories, Pfizer Consumer Healthcare.
É uma consultora independente, de capital português e com sede em Lisboa mas que, através da deslocalização de equipas ou de parcerias com outras consultoras de Relações Públicas , atua também a nível internacional, nomeadamente em Espanha, França, Itália, Reino Unido, Alemanha, Suíça, Bélgica, Brasil, Angola, Moçambique e Cabo Verde. 
A empresa tem como fundador e Administrador Luís Paixão Martins e como Diretora-Geral Catarina Vasconcelos. No total trabalham na LPM 75 consultores, gestores, técnicos, assessores, designers, produtores e analistas de Comunicação. É o maior empregador nacional do sector.
Pertence ao grupo Flat Marketing, o grupo português do sector com maior faturação – dez milhões de euros, seis milhões de euros em fee income - e que detém 25 por cento da quota de mercado nacional.
Em 2013 o Holmes Report, uma publicação global do mercado de relações públicas, selecionou a LPM Comunicação para o grupo das melhores consultoras ibéricas. 
Em 2020, na sequência da investigação jornalística do ICIJ "Luanda Leaks", várias fontes referem que a LPM Comunicação foi a consultora escolhida por Isabel dos Santos para "melhorar a sua imagem pública". A agência implementou estratégias de Online reputation management, storyselling e media coaching, numa tentativa de influenciar positivamente a opinião pública acerca de Isabel dos Santos.